# زائر کدوشه

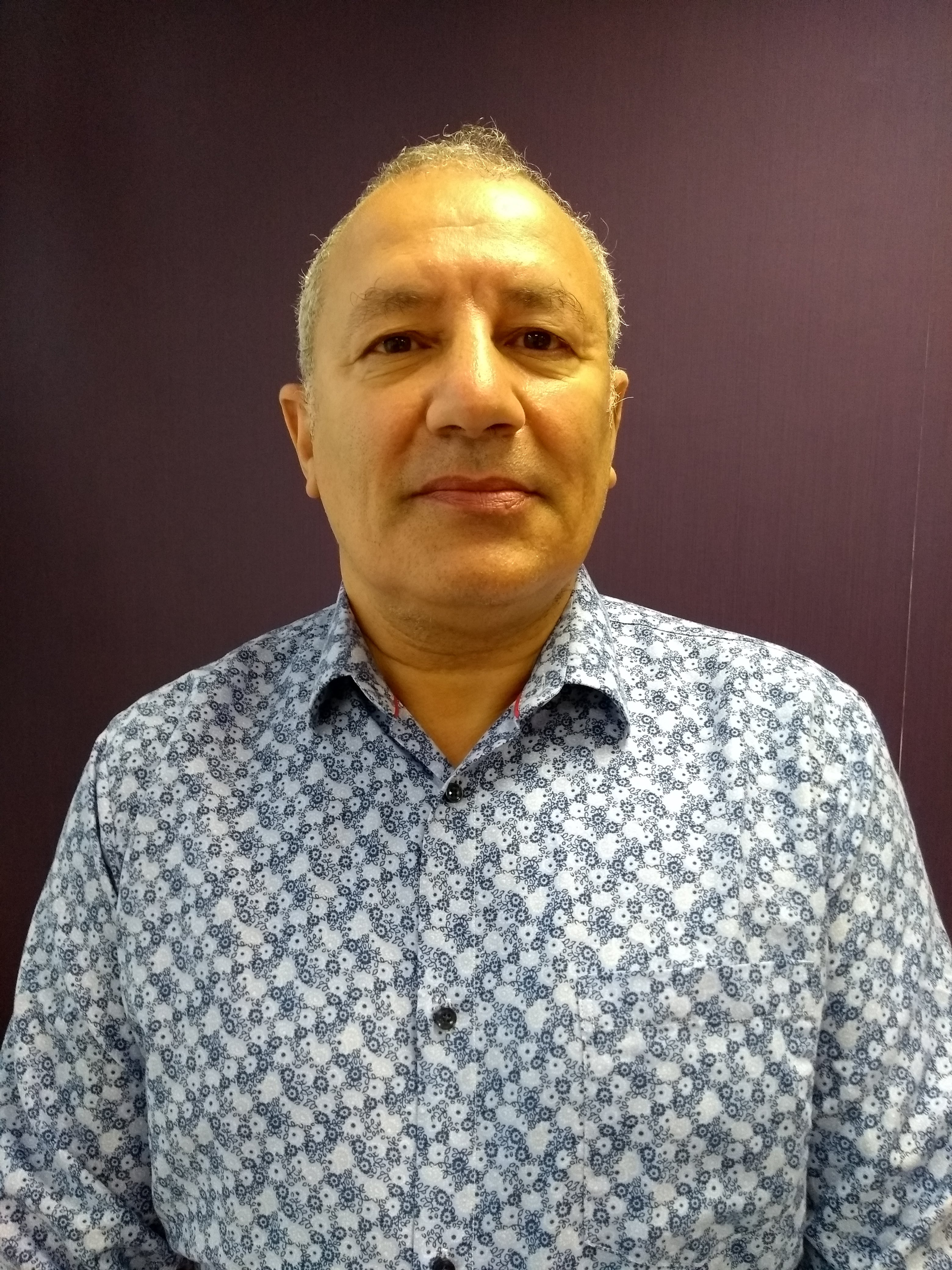
زائر کدوسه بازیکن فوتبال اهل فرانسه

زائر کدوشه (انگلیسی: Zaïr Kedadouche؛ زادهٔ ۹ اوت ۱۹۵۷) بازیکن فوتبال اهل فرانسه است.
وی همچنین برندهٔ جوایزی همچون لژیون دونور (شوالیه) شده‌است.
از باشگاه‌هایی که در آن بازی کرده‌است می‌توان به باشگاه فوتبال ستاره سرخ، باشگاه فوتبال پاریس، و باشگاه فوتبال سدان اشاره کرد.